# Todoko-Ranu
Todoko-Ranu je dlouhodobě nečinný vulkanický komplex v severozápadní části indonéského ostrova Halmahera. Skládá se ze dvou kalder. Dno větší Ranu, s rozměry 2 × 2,8 km, vyplňuje kráterové jezero. Šířka kaldery Todoko činí 2 km a na jejím jižním okraji leží mladý, postkalderový sopečný dóm Sahu. Kdy došlo k poslední erupci, není známo. Mladistvě vypadající lávové proudy se do moře dostávají z několika míst v komplexu. Jediným současným projevem aktivity jsou fumaroly v okolí Ranu a termální prameny nedaleko dómu Sahu.